# 십이심
12심(十二心)은 '마음과 마음작용' 즉 '심법과 심소법'이 항상 상응하여 작용하는 관계에 있으므로, 마음과 마음작용이 함께 작용하고 있는 상태를 심(心) 즉 마음이라 할 때, 그것에 다음 목록과 같은 12가지의 구분 또는 상(相)이 있는 것을 말한다. 즉 12유형의 마음 또는 마음의 12유형을 말한다. 12심은 《구사론》 제7권 등에 나오는 유형 구분이다.
1. 욕계(欲界)의 선심(善心)
2. 욕계(欲界)의 불선심(不善心)
3. 욕계(欲界)의 유부무기심(有覆無記心)
4. 욕계(欲界)의 무부무기심(無覆無記心)
5. 색계(色界)의 선심(善心)
6. 색계(色界)의 유부무기심(有覆無記心)
7. 색계(色界)의 무부무기심(無覆無記心)
8. 무색계(無色界)의 선심(善心)
9. 무색계(無色界)의 유부무기심(有覆無記心)
10. 무색계(無色界)의 무부무기심(無覆無記心)
11. 불계(不界)의 학무루심(學無漏心)
12. 불계(不界)의 무학무루심(無學無漏心)

《구사론》을 포함한 불교 일반에 따르면, 색계와 무색계에는 불선심이 존재하지 않는다. 즉, 번뇌 가운데 불선 즉 악이 존재하지 않으며 오직 유부무기만 존재한다. 번뇌는 불선(악)과 유부무기를 통칭하는 것으로 번뇌를 잡염이라고도 한다. 무부무기는 번뇌(잡염)가 아니며 또한 선(善)도 아니며 무루도 아니다.

## 12심
1. 욕계(欲界)의 선심(善心):  욕계의 선한 마음
2. 욕계(欲界)의 불선심(不善心):  욕계의 악한 마음
3. 욕계(欲界)의 유부무기심(有覆無記心):  욕계의 유부무기의 마음
4. 욕계(欲界)의 무부무기심(無覆無記心):  욕계의 무부무기의 마음
5. 색계(色界)의 선심(善心):  색계의 선한 마음
6. 색계(色界)의 유부무기심(有覆無記心):  색계의 유부무기의 마음
7. 색계(色界)의 무부무기심(無覆無記心):  색계의 무부무기의 마음
8. 무색계(無色界)의 선심(善心):  무색계의 선한 마음
9. 무색계(無色界)의 유부무기심(有覆無記心):  무색계의 유부무기의 마음
10. 무색계(無色界)의 무부무기심(無覆無記心):  무색계의 무부무기의 마음
11. 불계(不界)의 학무루심(學無漏心):  유학(有學)의 성자의 무루심(無漏心):  예류향에서 아라한향까지의 성자의 출세간의 마음
12. 불계(不界)의 무학무루심(無學無漏心):  무학(無學)의 성자의 무루심(無漏心):  아라한 즉 '아라한과의 성자'의 출세간의 마음

## 선심 · 불선심 · 유부무기심 · 무부무기심 · 무루심

### 부파불교
부파불교의 설일체유부의 마음작용의 구분 즉 심소의 구분에 따르면, 선심 · 불선심 · 유부무기심 · 무부무기심 · 무루심은 다음과 같이 정의된다.
- 선심(善心) 즉 선한 마음은 대선지법와 상응하고 있는 마음을 말한다.
- 불선심(不善心) 즉 악한 마음은 대불선지법이나 소번뇌지법과 상응하고 있는 마음을 말한다. 대불선지법나 소번뇌지법과 상응하고 있는 상태는 대번뇌지법 및 '부정지법의 일부'와 이미 상응하고 있는 상태이다.
- 유부무기심(有覆無記心): 대번뇌지법이나 부정지법과 상응하고 있는 상태이지만 대불선지법과 소번뇌지법과는 상응하고 있지는 않은 상태의 마음을 말한다.
- 무루심(無漏心)은 무루의 지혜와 상응하고 있는 상태의 마음을 말한다. 무루의 지혜로는 법지 · 유지 등의 10지 가운데 세속지를 제외한 나머지 9지의 각각, 16심 즉 8인8지의 각각, 34심의 각각 등이 있다. 유루심(有漏心)은 유루의 지혜와 상응하고 있는 상태의 마음을 말한다.
- 무부무기심(無覆無記心)은 위의 4가지 유형 즉 선심 · 불선심 · 유부무기심 · 무루심에 해당되지 않는 상태의 마음을 말한다.

### 대승불교
대승불교의 유식유가행파의 마음작용의 구분 즉 심소의 구분에 따르면, 선심 · 불선심 · 유부무기심 · 무부무기심 · 무루심은 다음과 같이 정의된다.
- 선심(善心) 즉 선한 마음: 선심소와 상응하고 있는 마음을 말한다.
- 불선심(不善心) 즉 악한 마음: 중수번뇌심소나 소수번뇌심소와 상응하고 있는 마음을 말한다. 중수번뇌심소나 소수번뇌심소와 상응하고 있는 상태는 대수번뇌심소의 번뇌심소와 이미 상응하고 있는 상태이다.
- 유부무기심(有覆無記心): 대수번뇌심소나 번뇌심소와 상응하고 있는 상태이지만 중수번뇌심소와 소수번뇌심소와는 상응하고 있지는 않은 상태의 마음을 말한다.
- 무루심(無漏心)은 무루의 지혜와 상응하고 있는 상태의 마음을 말한다. 무루의 지혜로는 진여의 근본지와 후득지, 법지 · 유지 등의 10지 가운데 세속지를 제외한 나머지 9지의 각각, 16심 즉 8인8지의 각각, 34심의 각각 등이 있다. 유루심(有漏心)은 유루의 지혜와 상응하고 있는 상태의 마음을 말한다.
- 무부무기심(無覆無記心)은 위의 4가지 유형 즉 선심 · 불선심 · 유부무기심 · 무루심에 해당되지 않는 상태의 마음을 말한다.

## 참고 문헌
- 곽철환 (2003). 《시공 불교사전》. 시공사 / 네이버 지식백과. |title=에 외부 링크가 있음 (도움말)
- 미륵 지음, 현장 한역, 강명희 번역 (K.614, T.1579). 《유가사지론》. 한글대장경 검색시스템 - 전자불전연구소 / 동국역경원. K.570(15-465), T.1579(30-279). |title=에 외부 링크가 있음 (도움말)
- 세친 지음, 현장 한역, 권오민 번역 (K.955, T.1558). 《아비달마구사론》. 한글대장경 검색시스템 - 전자불전연구소 / 동국역경원. K.955(27-453), T.1558(29-1). |title=에 외부 링크가 있음 (도움말)
- 호법 등 지음, 현장 한역, 김묘주 번역 (K.614, T.1585). 《성유식론》. 한글대장경 검색시스템 - 전자불전연구소 / 동국역경원. K.614(17-510), T.1585(31-1). |title=에 외부 링크가 있음 (도움말)
- 세친 지음, 현장 한역, 송성수 번역 (K.618, T.1612). 《대승오온론》. 한글대장경 검색시스템 - 전자불전연구소 / 동국역경원. K.618(17-637), T.1612(31-848). |title=에 외부 링크가 있음 (도움말)
- 운허.  동국역경원 편집, 편집. 《불교 사전》. |title=에 외부 링크가 있음 (도움말)
- (영어) DDB. 《Digital Dictionary of Buddhism (電子佛教辭典)》. Edited by A. Charles Muller. |title=에 외부 링크가 있음 (도움말)
- (중국어) 미륵 조, 현장 한역 (T.1579). 《유가사지론(瑜伽師地論)》. 대정신수대장경. T30, No. 1579. CBETA. |title=에 외부 링크가 있음 (도움말)
- (중국어) 佛門網. 《佛學辭典(불학사전)》. |title=에 외부 링크가 있음 (도움말)
- (중국어) 星雲. 《佛光大辭典(불광대사전)》 3판. |title=에 외부 링크가 있음 (도움말)
- (중국어) 세친 조, 현장 한역 (T.1612). 《대승오온론(大乘五蘊論)》. 대정신수대장경. T31, No. 1612, CBETA. |title=에 외부 링크가 있음 (도움말)
- (중국어) 세친 조, 현장 한역 (T.1558). 《아비달마구사론(阿毘達磨俱舍論)》. 대정신수대장경. T29, No. 1558, CBETA. |title=에 외부 링크가 있음 (도움말)
- (중국어) 호법 등 지음, 현장 한역 (T.1585). 《성유식론(成唯識論)》. 대정신수대장경. T31, No. 1585, CBETA. |title=에 외부 링크가 있음 (도움말)